# Báthory László (pálos szerzetes)
Boldog Báthory László (Császári (Bátori) László) (Nyírcsászári, 1420? – Budalőrinc, 1456. február 27., más források szerint 1484 után) pálos rendi szerzetes, az első magyar bibliafordító. Ünnepe a pálosoknál február 27.

## Származása
Pallas Nagy Lexikon II. kötet 726.
"Bátori László /bodog/ a pálosok budaszentlőrinci kolostorának volt munkás tagja. Valószínűleg az erdélyi Bátori családból származott, s a XV. század első felében élt."
Magyar életrajzi lexikon
"Bátori László, boldog (15. sz.): pálos szerzetes. Nyírbátori polgárcsaládból származott. Bibliamásoló volt a budaszentlőrinci kolostorban. M.-ul írt szentírásmagyarázata Mátyás király könyvtárába került és eltűnt."

## Élete
Iskoláit Itáliában és Franciaországban végezte. Miután visszatért Magyarországra, részt vett Hunyadi János török elleni harcaiban. 1435-ben Somló birtokosa volt. Mikor azonban látta, hogy V. László udvara Hunyadi János árvái ellen fordul, a világból kiábrándulva belépett a pálos rendbe. Ezután a hittudományoknak szentelte életét.
A pálosok évkönyveiből tudjuk, hogy ő fordította magyar nyelvre, számos szentek életén kívül, az egész Bibliát.
Mivel elmélyülten akart dolgozni, elhagyta a kolostort, és a Nagy-Hárs-hegy tetején lévő kis barlangba húzódott vissza. Itt remetéskedett 20 évig, 1437-től 1457-ig. Ez idő alatt fordította le a teljes Bibliát, és készült el latinból fordított műve a Szentek élete. A barlangban végzett bibliafordítási munka azonban az életébe került. A vezekléstől, böjtöléstől elgyengülve tért vissza a budaszentlőrinci pálos kolostorba, ahol meghalt. Műve Mátyás király Corvinái között is helyet kapott, de annak a török hódoltság korában nyoma veszett.

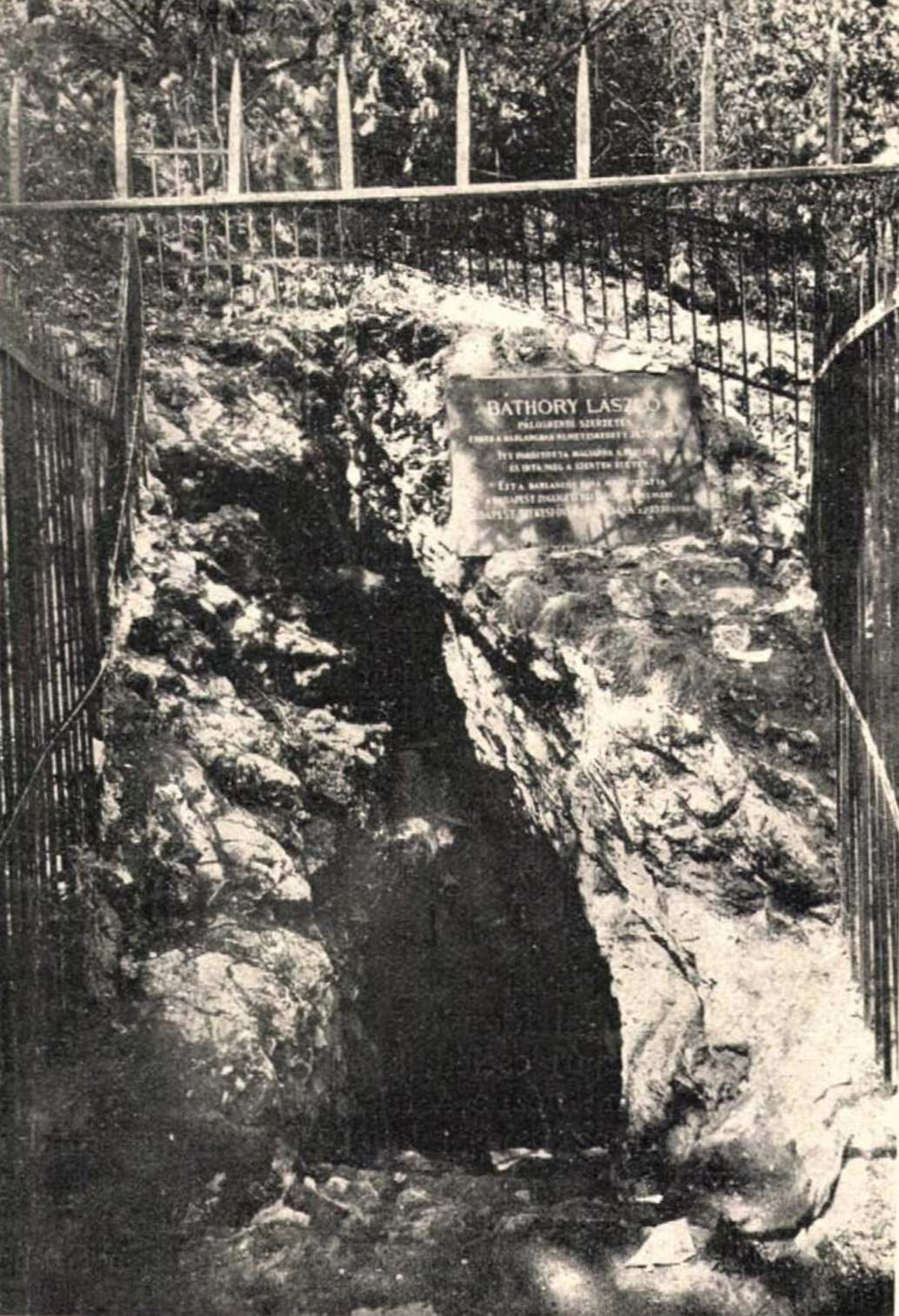
Egykori emléktáblája a Bátori-barlangnál

A magyar bibliafordítások első változatai a 15. század folyamán születtek, de korabeli példány nem maradt fenn, azonban a Jordánszky-kódex nagy valószínűséggel Báthory bibliafordításának másolata a XVI. század elejéről (1516–1519). Gyöngyösi Gergely pálos főperjel 1525-ös Krónikája és Bod Péter 1766-ban megjelent könyvének utalása nyomán feltételezik, hogy az egyik első magyar nyelvű fordítás szerzője Báthory László lehetett 1456-ból.  Báthory László 18. századi arcképét a Magyar Nemzeti Múzeumban őrzik. (A 19. században úgy vélték, hogy a képet egy szentlőrinci pálos szerzetes festette 1456-ban.) Megrendült egészségi állapota miatt élete vége felé visszaköltözött a budaszentlőrinci pálos kolostorba. Halála napján még misézett. A kolostor templomában, a Szent István-oltár előtt temették el.

## Emlékezete
Egykori barlangját 1911-ben, Bátori-barlang néven nyitották meg. Munkásságát megörökítő fekete márványtáblát helyeztek el, a bejárata előtt kis faházat létesítettek, majd 1931-ben Havran Imre iparművész tervei alapján egy márványoltárt alakítottak ki, amiből mára már csak a márványtábla összetört darabjai maradtak meg. A barlang ma le van zárva és csak kísérettel látogatható. Bátori László pálos rendi szerzetesnek, az első magyar nyelvű Biblia fordítójának van egy 2014-ben elhelyezett emléktáblája a barlang bejáratánál.
Reményik Sándor verset írt Báthori László barlangja előtt címmel.
Róla neveztek el egy cserkészcsapatot Budapesten: 442. Báthory László Cserkészcsapat. (I. cserkészkerület/ XII. kerület)
1984-ben 14500 példányban kiadták reprintben Báthory bibliafordításának másolataként ismert, az esztergomi főszékesegyház könyvtárában őrzött MSS. II. 1 jelzetű Jordánszky-kódexet Ebben megtalálható még Csapodi Csaba Jordánszky kódexről írt tanulmánya is.